# Sottoprefettura di Oshima (Hokkaidō)
La sottoprefettura di Oshima (渡島支庁, Oshima-shichō?) è una sottoprefettura della prefettura di Hokkaidō, Giappone. Ha un'area di 3.936,08 chilometri quadrati e una popolazione di 456.300 abitanti al 2005. È stata fondata nel 1897.

## Geografia fisica

### Città
- Hakodate (capoluogo)
- Hokuto

### Distretti
- Distretto di Futami
  - Yakumo
- Distretto di Kameda
  - Nanae
- Distretto di Kamiiso
  - Kikonai
  - Shiriuchi
- Distretto di Kayabe
  - Mori
  - Shikabe
- Distretto di Matsumae
  - Fukushima
  - Matsumae
- Distretto di Yamakoshi
  - Oshamanbe